# تشارلز كيلي
تشارلز كيلي (بالإنجليزية: Charles Kelly)‏ (14 مارس 1894 في المملكة المتحدة - 1 يناير 1969) هو لاعب كرة قدم بريطاني (وحمل سابقاً جنسية المملكة المتحدة لبريطانيا العظمى وأيرلندا) في مركز مهاجم داخلي. لعب مع ستوك سيتي ونادي ترانمير روفرز لكرة القدم.